# 6-метил-MDA
6-Метил-3,4-метилендиоксиамфетамин (6-метил-МДА) — это энтактоген и психоделический наркотик класса амфетаминов. Впервые он был синтезирован в конце 1990-х годов группой, в которую входил Дэвид Э. Николс в Университете Пердью, при исследовании производных 3,4-метилендиоксиамфетамина (MDA) и 3,4-метилендиокси-N-метиламфетамина (MDMA).
6-метил-МДА имеет значения IC50 783 нМ, 28 300 нМ и 4 602 нМ для ингибирования обратного захвата серотонина, дофамина и норадреналина в синаптосомах крыс. В исследованиях на животных он заменяет MBDB, MMAI, LSD и 2,5-диметокси-4-йодоамфетамин (DOI), хотя и не амфетамин, но лишь частично и в высоких дозах. Таким образом, хотя 6-метил-МДА в несколько раз менее активен, чем его аналоги 2-метил-MDA и 5-метил-МДА, и примерно в два раза менее активен, чем MDA, и соответствующие дозы могут быть аналогичны или несколько выше, чем у MDMA.